# 小槻冬直
小槻 冬直（おづき の ふゆなお、生没年不詳）は、鎌倉時代から建武の新政期にかけての官人。左大史・小槻伊綱の子。官位は正四位下・左大史。

## 経歴
乾元2年（1303年）右少史に任官し、のち記録所勾当・大蔵少輔を務める。この間の正和5年（1316年）父の左大史・小槻伊綱が没するが、冬直はただちに大夫史の地位を継ぐことはできず、壬生流の小槻千宣が官務（左大史上首）として単独で大夫史となる。元応元年（1319年）になってから冬直は左大史に任ぜられて大夫史になると、元亨2年（1322年）千宣から譲られて官務・氏長者に就任した。その後、約14年に亘って官務を務める傍ら、修理東大寺大仏長官・大炊頭も兼ね、曾祖父の秀氏以来の四位大史となって、建武元年（1334年）ごろに正四位下にまで至る。また、建武の新政では雑訴決断所の奉行も務めた。
建武3年（1336年）出家して重円を号するが、冬直の子息である朝名と景兼は早世しており、末子の康景も幼少であったことから、弟の清澄が強引に跡目を継いだという。

## 官歴
- 時期不詳：正六位上[1]
- 乾元2年（1303年） 正月29日：右少史[1]
- 時期不詳：記録所勾当。大蔵少輔[2]
- 元応元年（1319年） 4月28日：見左大史[3]
- 元亨2年（1322年） 6月2日：見修理右宮城使判官正五位上行左大史[4]。12月28日以前：官務、氏長者[5]
- 正中3年（1326年） 3月18日：見修理東大寺大仏長官正五位上行左大史兼能登介[6]
- 正慶元年（1332年） 8月：見従四位上行左大史[7]
- 元弘3年（1333年） 9月16日：見修理東大寺大仏長官従四位上行左大史[8]
- 建武元年（1334年） 11月20日：修理東大寺大仏長官正四位下行大炊頭兼左大史[9]
- 建武3年（1336年） 6月18日：出家[2]

## 系譜
『系図纂要』による。
- 父：小槻伊綱
- 母：不詳
- 生母不詳の子女
  - 男子：小槻朝名
  - 男子：小槻景兼
  - 男子：小槻康景